# 新小岩信号場駅
新小岩信号場駅（しんこいわしんごうじょうえき）は、東京都葛飾区東新小岩一丁目にある日本貨物鉄道（JR貨物）の駅である。総武本線、総武本線貨物支線（新金線・越中島支線）の結節点で、総武快速線上に位置する。

## 駅概要
かつては貨物の扱いがあったが、既に荷役設備はなく、新金線 - 総武快速線を直通する貨物列車の機関車の方向転換や一部貨車の入換作業を行う小さな操車場として機能している。現在の定期列車は、川崎貨物駅・隅田川駅 - 千葉貨物駅間を結ぶものや鹿島臨港線へ直通する貨物列車が、1日上下4本ずつ発着するのみである。この他、越中島貨物駅に隣接する東京レールセンターから発送されるレール（希に日本製鉄九州製鉄所（八幡地区）から同センターに搬入される150mロングレールもある）を運搬する工事列車（工臨）が新小岩信号場を中継して東日本旅客鉄道（JR東日本）の各地（主に関東地区・信越地区）へ運転されており、主に平日にその姿を見ることが出来る。
なお、金町駅から新金線経由で当駅に到着した電気機関車牽引の貨物列車や工事列車は、越中島貨物駅方面へ向かう場合は非電化区間のためディーゼル機関車へのつなぎ換えが必要であり、千葉貨物駅方面へ向かう場合には機回し作業が必要となる。したがって、当駅発着となる列車は、いずれかの入換作業が発生することになる。
また、構内には東日本旅客鉄道（JR東日本）の所有するバラスト輸送用ホッパ車が留置されており、JR東日本千葉支社管内の工事列車（工臨）で使用される。ホッパ車はバラスト輸送のため水郡線西金駅まで運転されることがある。
操車場の規模縮小に併せて総合事務所が新築され、駅事務所の他、機関区や保全区等が入居した。機関区や保全区等の廃止後も、駅作業を受託している京葉臨海鉄道が入居している。
かつて駅構内はさらに広く、車扱貨物ホームや機関区（新小岩機関区）、そして貨車の検査を行う新小岩車両所などもあった。しかし、貨物ホームは1986年に閉鎖、一時廃車になったDD51がここに集められ解体場となっていた。機関区と車両所は1997年にそれぞれ蘇我駅（千葉機関区）・川崎貨物駅（川崎車両所）へ移転した。また2000年の総武本線から京葉線・武蔵野線経由へ貨物列車の走行経路の変更により、当駅の規模は著しく縮小した。縮小部分については再開発され、私学事業団総合運動場や集合住宅等に転用されている。

## 歴史
- 1926年（大正15年）：新小岩信号所開設[2]。同年中に金町駅までの支線が開業し、新小岩操車場となる。
- 1928年（昭和3年）：旅客取扱業務を開始し、新小岩駅開業[2]。錦糸町工場および錦糸町機関庫が当地に移転し新小岩車両所および新小岩機関区となる。
- 1945年（昭和20年）：新小岩駅で貨物取扱業務を開始。
- 1968年（昭和43年）6月1日：新小岩駅の貨物取扱業務・操車場業務を分離し、新小岩操駅（しんこいわそうえき）が開業[2]。
- 1986年（昭和61年）11月1日：新小岩操駅を操車場に格下げし、新小岩操車場と改称[3]。
- 1987年（昭和62年）
  - 3月31日：新小岩操車場を操車場を兼ねた貨物駅に格上げし、再び新小岩操駅と改称[3]。
  - 4月1日：国鉄分割民営化により、JR貨物の駅となる[3]。
- 1997年（平成9年）
  - 3月21日：新小岩機関区と佐倉機関区が統合され、当地に千葉機関区新小岩派出が設置される。
  - 8月25日：新小岩車両所が川崎貨物駅構内へ移転し、川崎車両所となる。
- 2000年（平成12年）12月2日：千葉方面への輸送経路の大部分を総武本線より武蔵野線・京葉線に変更。このため、当駅を発着する貨物列車が大幅に減少する。
- 2011年（平成23年）3月12日：新小岩信号場駅に改称[4]。同時に千葉機関区新小岩派出が廃止。

## 利用状況
2011年度の車扱貨物の取扱量は、発送のみ10,274トンである。近年の年間発着トン数は下記の通り。
| 年度   | 総数       | 総数       | 車扱貨物   | 車扱貨物   | コンテナ貨物 | コンテナ貨物 | 出典   |
| 年度   | 発送トン数 | 到着トン数 | 発送トン数 | 到着トン数 | 発送トン数   | 到着トン数   | 出典   |
| ------ | ---------- | ---------- | ---------- | ---------- | ------------ | ------------ | ------ |
| 1990年 |            | 4,249      |            | 4,249      |              |              | [ 5 ]  |
| 1991年 |            | 4,071      |            | 4,071      |              |              | [ 6 ]  |
| 1992年 |            | 4,404      |            | 4,404      |              |              | [ 7 ]  |
| 1993年 |            |            |            |            |              |              | [ 8 ]  |
| 1994年 |            | 2,750      |            | 2,750      |              |              | [ 9 ]  |
| 1995年 |            |            |            |            |              |              | [ 10 ] |
| 1996年 |            | 2,804      |            | 2,804      |              |              | [ 11 ] |
| 1997年 |            |            |            |            |              |              | [ 12 ] |
| 1998年 |            |            |            |            |              |              | [ 13 ] |
| 1999年 |            |            |            |            |              |              | [ 14 ] |
| 2000年 | 2,894      | 78         | 2,894      | 78         |              |              | [ 15 ] |
| 2001年 | 9,160      |            | 9,160      |            |              |              | [ 16 ] |
| 2002年 | 9,498      |            | 9,498      |            |              |              | [ 17 ] |
| 2003年 | 9,474      |            | 9,474      |            |              |              | [ 18 ] |
| 2004年 | 8,948      |            | 8,948      |            |              |              | [ 19 ] |
| 2005年 | 9,080      |            | 9,080      |            |              |              | [ 20 ] |
| 2006年 | 9,494      | 400        | 9,494      | 400        |              |              | [ 21 ] |
| 2007年 | 9,180      | 40         | 9,180      | 40         |              |              | [ 22 ] |
| 2008年 | 9,180      |            | 9,180      |            |              |              | [ 23 ] |
| 2009年 |            |            |            |            |              |              | [ 24 ] |
| 2010年 | 9,656      |            | 9,656      |            |              |              | [ 25 ] |
| 2011年 | 10,274     |            | 10,274     |            |              |              | [ 26 ] |
| 2012年 |            |            |            |            |              |              |        |

## 駅周辺
付近には住宅地が広がる。
- 東京都道308号千住小松川葛西沖線（平和橋通り）
- 東京都道315号御徒町小岩線（蔵前橋通り）
- 東京都道318号環状七号線（環七通り）

## 隣の駅
東日本旅客鉄道（JR東日本）
総武本線（総武快速線）
新小岩駅 - 新小岩信号場駅 - 小岩駅
総武本線貨物支線（新金線）
小岩駅 - 新小岩信号場駅 - 金町駅
総武本線貨物支線（越中島支線）
小岩駅 - 新小岩信号場駅 - *小名木川駅 - 越中島貨物駅
- *打消線は廃駅。